# De amor e desamor
De amor e desamor (en castellano: De amor y desamor) fue un colectivo poético fundado en La Coruña (Galicia, España). Solo les unía la escritura en gallego y la ciudad en que se fundó. Publicaron, bajo el mismo título De amor e desamor, dos antologías poéticas, la primera en 1984 y la segunda en 1985.
Miembros del grupo fueron Lois S. Pereiro, Miguel Anxo Fernán-Vello, Miguel Anxo Mato Fondo, Pilar Pallarés, Manuel Rivas, Francisco Salinas Portugal, Xavier Seoane, Xulio López Valcárcel y José-María Monterroso Devesa